# Campeonato de Primera División 2018 (Bolivia)
La Temporada 2018 fue la I edición de la División de Fútbol Profesional organizada por la Federación Boliviana de Fútbol. Siendo sucesora desde abril de 2018 de la disuelta Liga del Fútbol Profesional Boliviano.

## Sistema de juego
Esta 1ª edición de la División de Fútbol Profesional se dividió en dos torneos: Apertura y Clausura. Fue definido por el Consejo Superior de la FBF que el Torneo Apertura se dispute en dos series A y B, cada serie conformada por 7 equipos. Los mejores 4 de cada serie clasificarán a una liguilla de ganadores, mientras que los 3 restantes de cada serie jugarán una liguilla de perdedores (donde el ganador clasificará como Bolivia 4 a la Copa Sudamericana 2019).
El Torneo Clausura se definió que se disputará bajo la modalidad de todos contra todos. El equipo que obtenga más puntos será el campeón del torneo.

### Clasificación a Torneos Conmebol 2019
Conmebol Libertadores 2019 
Bolivia tendrá 4 cupos en la Conmebol Libertadores 2019, que serán:
- Bolivia 1: Campeón del Torneo Apertura
- Bolivia 2: Campeón del Torneo Clausura
- Bolivia 3: Subcampeón del Torneo Clausura
- Bolivia 4: Subcampeón del Torneo Apertura

 Conmebol Sudamericana 2019 
Bolivia tendrá 4 cupos en la Conmebol Sudamericana 2019, que serán:
- Bolivia 1: Tercer lugar del Torneo Apertura
- Bolivia 2: Tercer lugar Torneo Clausura
- Bolivia 3: Cuarto lugar Torneo Clausura
- Bolivia 4: Ganador de la liguilla de Perdedores (Torneo Apertura)

### Descenso
Al final descenderá de manera directa el último de la tabla acumulada y el penúltimo jugará su permanencia con el subcampeón de la Copa Simón Bolívar.
De darse un empate en puntos entre el último y el penúltimo, se jugará un partido definitorio en un estadio neutral.
De darse un empate entre el último, penúltimo y antepenúltimo, se tomarán en cuenta la diferencia de goles.

## Clubes participantes

### Ascensos y descensos
| Pos | Ascendidos a la División Profesional                        |
| --- | ----------------------------------------------------------- |
| 1.º | Aurora (Campeón de la Copa Simón Bolívar 2016-17)           |
| 1.º | Royal Pari (Campeón de la Copa Simón Bolívar 2017)          |
| 2.º | Destroyers (Ganador de la llave Ascenso–descenso indirecto) |

| Pos  | Descendido a la Asociación Tarijeña de Fútbol               |
| ---- | ----------------------------------------------------------- |
| 11.º | Petrolero (Perdedor de la serie Ascenso–descenso indirecto) |

- De esta manera, el número de equipos participantes aumentó a 14.

### Información de los Clubes
El número de equipos participantes para esta temporada aumentó a 14, de los cuales 11 equipos son administrados por Clubes o Entidades Deportivas, 2 equipos son administrados por una Sociedad de Responsabilidad Limitada y 1 equipo es administrado por una Entidad Universitaria.
| Equipo                 | Fundación                | Títulos | Torneo 2017        |
| ---------------------- | ------------------------ | ------- | ------------------ |
| Bolívar                | 12 de abril de 1925      | 28      | 1.°                |
| The Strongest          | 8 de abril de 1908       | 15      | 2.°                |
| Oriente Petrolero      | 5 de noviembre de 1955   | 5       | 3.°                |
| Blooming               | 1 de mayo de 1946        | 5       | 4.°                |
| Jorge Wilstermann      | 24 de noviembre de 1949  | 14      | 5.°                |
| Guabirá                | 14 de abril de 1962      | 1       | 6.°                |
| San José               | 19 de marzo de 1942      | 4       | 7.°                |
| Nacional Potosí        | 8 de abril de 1942       | 0       | 8.°                |
| Real Potosí            | 1 de abril de 1988       | 1       | 9.°                |
| Sport Boys             | 17 de agosto de 1954     | 1       | 10.°               |
| Universitario de Sucre | 5 de abril de 1961       | 2       | 12.°               |
| Aurora                 | 27 de mayo de 1935       | 2       | Copa Simón Bolívar |
| Royal Pari             | 13 de noviembre de 1993  | 0       | Copa Simón Bolívar |
| Destroyers             | 14 de septiembre de 1948 | 0       | Ascenso-descenso   |

### Distribución geográfica
| Departamento | Cantidad | Club              |
| ------------ | -------- | ----------------- |
| Santa Cruz   | 6        | Blooming          |
| Santa Cruz   | 6        | Destroyers        |
| Santa Cruz   | 6        | Guabirá           |
| Santa Cruz   | 6        | Oriente Petrolero |
| Santa Cruz   | 6        | Royal Pari        |
| Santa Cruz   | 6        | Sport Boys        |
| Cochabamba   | 2        | Aurora            |
| Cochabamba   | 2        | Wilstermann       |
| La Paz       | 2        | Bolívar           |
| La Paz       | 2        | The Strongest     |
| Potosí       | 2        | Nacional Potosí   |
| Potosí       | 2        | Real Potosí       |
| Chuquisaca   | 1        | Universitario     |
| Oruro        | 1        | San José          |

## Torneo Apertura 2018
El Torneo Apertura 2018 es el que inició la temporada 2018 de la División de Fútbol Profesional. Comenzó el sábado 27 de enero y concluyó el miércoles 6 de junio, se jugó en dos fases, la primera fase se dividió en dos series (A y B) cada una con siete clubes, el desarrollo se disputó de 14 fechas, también se disputaron clásicos inter-series. De cada serie clasificaron los 4 primeros a la liguilla de ganadores y los 3 restantes a la liguilla de perdedores, la liguilla de perdedores otorgó al ganador el cupo de Bolivia 4 a la Copa Sudamericana 2019, mientras que la liguilla de ganadores otorgó al campeón y subcampeón cupo a la Copa Libertadores 2019 y al tercer lugar el cupo para la Copa Sudamericana 2019.

### Serie A
| Pos. | Equipo            | PJ | PG | PE | PP | GF | GC | DG  | Pts. | Clasificado a                            |
| ---- | ----------------- | -- | -- | -- | -- | -- | -- | --- | ---- | ---------------------------------------- |
| 1    | Jorge Wilstermann | 14 | 10 | 2  | 2  | 42 | 13 | +29 | 32   | Clasificados a Liguilla de Ganadores     |
| 2    | Bolívar           | 14 | 7  | 4  | 3  | 30 | 16 | +14 | 25   | Clasificados a Liguilla de Ganadores     |
| 3    | Oriente Petrolero | 14 | 5  | 5  | 4  | 26 | 21 | +5  | 20   | Clasificados a Liguilla de Ganadores     |
| 4    | Destroyers        | 14 | 3  | 7  | 4  | 22 | 28 | –6  | 16   | Clasificados a Liguilla de Ganadores     |
| 5    | Real Potosí       | 14 | 5  | 1  | 8  | 23 | 47 | –24 | 13   | Clasificados a la Liguilla de Perdedores |
| 6    | Guabirá           | 14 | 2  | 5  | 7  | 23 | 28 | –5  | 11   | Clasificados a la Liguilla de Perdedores |
| 7    | Universitario     | 14 | 2  | 5  | 7  | 18 | 29 | –11 | 11   | Clasificados a la Liguilla de Perdedores |

### Serie B
| Pos. | Equipo          | PJ | PG | PE | PP | GF | GC | DG  | Pts. | Clasificado a                            |
| ---- | --------------- | -- | -- | -- | -- | -- | -- | --- | ---- | ---------------------------------------- |
| 1    | San José        | 14 | 9  | 4  | 1  | 29 | 11 | +18 | 31   | Clasificados a Liguilla de Ganadores     |
| 2    | The Strongest   | 14 | 7  | 1  | 6  | 22 | 16 | +6  | 22   | Clasificados a Liguilla de Ganadores     |
| 3    | Nacional Potosí | 14 | 5  | 3  | 6  | 21 | 24 | –3  | 18   | Clasificados a Liguilla de Ganadores     |
| 4    | Blooming        | 14 | 7  | 2  | 5  | 18 | 20 | –2  | 17   | Clasificados a Liguilla de Ganadores     |
| 5    | Royal Pari      | 14 | 3  | 5  | 6  | 13 | 19 | –6  | 14   | Clasificados a la Liguilla de Perdedores |
| 6    | Aurora          | 14 | 3  | 5  | 6  | 14 | 21 | –7  | 14   | Clasificados a la Liguilla de Perdedores |
| 7    | Sport Boys      | 14 | 3  | 5  | 6  | 14 | 22 | –8  | 14   | Clasificados a la Liguilla de Perdedores |

### Liguilla de perdedores (play-off)
|  | Cuartos de Final 4-13 de mayo | Cuartos de Final 4-13 de mayo | Cuartos de Final 4-13 de mayo | Cuartos de Final 4-13 de mayo |   |       | Semifinales 20-26 de mayo | Semifinales 20-26 de mayo | Semifinales 20-26 de mayo | Semifinales 20-26 de mayo |   |  | Final 30 de mayo-3 de junio | Final 30 de mayo-3 de junio | Final 30 de mayo-3 de junio | Final 30 de mayo-3 de junio |  |
|  |                               |                               |                               |                               |   |       |                           |                           |                           |                           |   |  |                             |                             |                             |                             |  |
|  |                               |                               |                               |                               |   |       |                           |                           |                           |                           |   |  |                             |                             |                             |                             |  |
|  | 7.ºA                          | Universitario                 | 0                             | 0                             |   |       |                           |                           |                           |                           |   |  |                             |                             |                             |                             |  |
|  | 7.ºA                          | Universitario                 | 0                             | 0                             |   |       |                           |                           |                           |                           |   |  |                             |                             |                             |                             |  |
|  | 5.ºB                          | Royal Pari                    | 1                             | 2                             |   |       |                           |                           |                           |                           |   |  |                             |                             |                             |                             |  |
|  | 5.ºB                          | Royal Pari                    | 1                             | 2                             |   | 1.º   | Royal Pari                | 2                         | 0 (3)                     |                           |   |  |                             |                             |                             |                             |  |
|  |                               |                               |                               |                               |   | 1.º   | Royal Pari                | 2                         | 0 (3)                     |                           |   |  |                             |                             |                             |                             |  |
|  |                               |                               | M.P.                          | Real Potosí (p.)              | 1 | 3 (4) |                           |                           |                           |                           |   |  |                             |                             |                             |                             |  |
|  |                               |                               | M.P.                          | Real Potosí (p.)              | 1 | 3 (4) |                           |                           |                           |                           |   |  |                             |                             |                             |                             |  |
|  |                               |                               |                               |                               |   |       |                           |                           |                           |                           |   |  |                             |                             |                             |                             |  |
|  |                               |                               |                               |                               |   |       |                           |                           |                           |                           |   |  |                             |                             |                             |                             |  |
|  |                               |                               |                               |                               |   |       |                           | Real Potosí               | Real Potosí               | 1                         | 0 |  |                             |                             |                             |                             |  |
|  |                               |                               |                               |                               |   |       |                           |                           |                           |                           | 0 |  |                             |                             |                             |                             |  |
|  |                               |                               | Guabirá                       | Guabirá                       | 4 | 2     |                           |                           |                           |                           |   |  |                             |                             |                             |                             |  |
|  | 5.ºA                          | Real Potosí                   | Guabirá                       | Guabirá                       | 4 | 2     | 0                         | 1                         |                           |                           |   |  |                             |                             |                             |                             |  |
|  | 5.ºA                          | Real Potosí                   |                               |                               |   |       |                           |                           |                           |                           |   |  |                             |                             |                             |                             |  |
|  | 7.ºB                          | Sport Boys                    | 0                             | 2                             |   |       |                           |                           |                           |                           |   |  |                             |                             |                             |                             |  |
|  | 7.ºB                          | Sport Boys                    | 0                             | 2                             |   | 2.º   | Sport Boys                | 2                         | 0 (4)                     |                           |   |  |                             |                             |                             |                             |  |
|  |                               |                               |                               |                               |   | 2.º   | Sport Boys                | 2                         | 0 (4)                     |                           |   |  |                             |                             |                             |                             |  |
|  |                               |                               | 3.º                           | Guabirá (p.)                  | 2 | 0 (5) |                           |                           |                           |                           |   |  |                             |                             |                             |                             |  |
|  | 6.ºB                          | Aurora                        | 3.º                           | Guabirá (p.)                  | 2 | 0 (5) | 0                         | 0                         |                           |                           |   |  |                             |                             |                             |                             |  |
|  | 6.ºB                          | Aurora                        |                               |                               |   |       |                           |                           |                           |                           |   |  |                             |                             |                             |                             |  |
|  | 6.ºA                          | Guabirá                       | 1                             | 0                             |   |       |                           |                           |                           |                           |   |  |                             |                             |                             |                             |  |
|  | 6.ºA                          | Guabirá                       | 1                             | 0                             |   |       |                           |                           |                           |                           |   |  |                             |                             |                             |                             |  |
|  |                               |                               |                               |                               |   |       |                           |                           |                           |                           |   |  |                             |                             |                             |                             |  |

- Nota: El primero de cada llave, define la serie como local.

 Ganador Liguilla de Perdedores 

|                                                              |
| Guabirá Clasificado a Conmebol Sudamericana 2019 (Bolivia 4) |

### Liguilla de ganadores (play-off)
|  | Cuartos de final 6 de mayo - 13 de mayo | Cuartos de final 6 de mayo - 13 de mayo | Cuartos de final 6 de mayo - 13 de mayo | Cuartos de final 6 de mayo - 13 de mayo |   |    | Semifinales 19 de mayo - 27 de mayo | Semifinales 19 de mayo - 27 de mayo | Semifinales 19 de mayo - 27 de mayo | Semifinales 19 de mayo - 27 de mayo |         |                    | Final 30 de mayo - 6 de junio | Final 30 de mayo - 6 de junio | Final 30 de mayo - 6 de junio | Final 30 de mayo - 6 de junio | Final 30 de mayo - 6 de junio |  |
|  |                                         |                                         |                                         |                                         |   |    |                                     |                                     |                                     |                                     |         |                    |                               |                               |                               |                               |                               |  |
|  |                                         |                                         |                                         |                                         |   |    |                                     |                                     |                                     |                                     |         |                    |                               |                               |                               |                               |                               |  |
|  | 4°B                                     | Blooming                                | 0                                       | 1                                       |   |    |                                     |                                     |                                     |                                     |         |                    |                               |                               |                               |                               |                               |  |
|  | 4°B                                     | Blooming                                | 0                                       | 1                                       |   |    |                                     |                                     |                                     |                                     |         |                    |                               |                               |                               |                               |                               |  |
|  | 1°A                                     | J. Wilstermann                          | 3                                       | 3                                       |   |    |                                     |                                     |                                     |                                     |         |                    |                               |                               |                               |                               |                               |  |
|  | 1°A                                     | J. Wilstermann                          | 3                                       | 3                                       |   | 1° | J. Wilstermann                      | 4                                   | 1                                   |                                     |         |                    |                               |                               |                               |                               |                               |  |
|  |                                         |                                         |                                         |                                         |   | 1° | J. Wilstermann                      | 4                                   | 1                                   |                                     |         |                    |                               |                               |                               |                               |                               |  |
|  |                                         |                                         | 4°                                      | San José                                | 2 | 0  |                                     |                                     |                                     |                                     |         |                    |                               |                               |                               |                               |                               |  |
|  | 1°B                                     | San José (p.)                           | 4°                                      | San José                                | 2 | 0  | 0                                   | 8 (4)                               |                                     |                                     |         |                    |                               |                               |                               |                               |                               |  |
|  | 1°B                                     | San José (p.)                           |                                         |                                         |   |    |                                     |                                     |                                     |                                     |         |                    |                               |                               |                               |                               |                               |  |
|  | 4°A                                     | Destroyers                              | 1                                       | 0 (2)                                   |   |    |                                     |                                     |                                     |                                     |         |                    |                               |                               |                               |                               |                               |  |
|  | 4°A                                     | Destroyers                              | 1                                       | 0 (2)                                   |   |    |                                     |                                     |                                     |                                     |         | J. Wilstermann (p) | J. Wilstermann (p)            | 1                             | 2                             | 2 (3)                         |                               |  |
|  |                                         |                                         |                                         |                                         |   |    |                                     |                                     |                                     |                                     |         | J. Wilstermann (p) | J. Wilstermann (p)            | 1                             | 2                             | 2 (3)                         |                               |  |
|  |                                         |                                         | The Strongest                           | The Strongest                           | 2 | 1  | 2 (2)                               |                                     |                                     |                                     |         |                    |                               |                               |                               |                               |                               |  |
|  | 2°B                                     | The Strongest                           | The Strongest                           | The Strongest                           | 2 | 1  | 2 (2)                               | 1                                   | 5                                   |                                     |         |                    |                               |                               |                               |                               |                               |  |
|  | 2°B                                     | The Strongest                           |                                         |                                         |   |    |                                     |                                     | 5                                   |                                     |         |                    |                               |                               |                               |                               |                               |  |
|  | 3°A                                     | Oriente Petrolero                       | 0                                       | 1                                       |   |    |                                     |                                     |                                     |                                     |         |                    |                               |                               |                               |                               |                               |  |
|  | 3°A                                     | Oriente Petrolero                       | 0                                       | 1                                       |   | 2° | The Strongest                       | 1                                   | 1                                   |                                     |         | Tercer lugar       | Tercer lugar                  | Tercer lugar                  | Tercer lugar                  |                               |                               |  |
|  |                                         |                                         |                                         |                                         |   | 2° | The Strongest                       | 1                                   | 1                                   |                                     |         | Tercer lugar       | Tercer lugar                  | Tercer lugar                  | Tercer lugar                  |                               |                               |  |
|  |                                         |                                         | 3°                                      | Bolívar                                 | 0 | 1  |                                     |                                     |                                     |                                     |         |                    |                               |                               |                               |                               |                               |  |
|  | 2°A                                     | Bolívar                                 | 3°                                      | Bolívar                                 | 0 | 1  | 2                                   | 1                                   |                                     |                                     | Bolívar | Bolívar            | 0                             | 0                             |                               |                               |                               |  |
|  | 2°A                                     | Bolívar                                 |                                         |                                         |   |    |                                     |                                     |                                     |                                     | Bolívar | Bolívar            | 0                             | 0                             |                               |                               |                               |  |
|  | 3°B                                     | Nacional Potosí                         | 1                                       | 0                                       |   |    |                                     |                                     |                                     |                                     |         |                    | San José                      | San José                      | 4                             | 2                             |                               |  |
|  | 3°B                                     | Nacional Potosí                         | 1                                       | 0                                       |   |    |                                     |                                     |                                     |                                     |         |                    | San José                      | San José                      | 4                             | 2                             |                               |  |
|  |                                         |                                         |                                         |                                         |   |    |                                     |                                     |                                     |                                     |         |                    |                               |                               |                               |                               |                               |  |

- Nota: El primero de cada llave, define la serie como local.

 Campeón Apertura 

| |
| Jorge Wilstermann 1.er título División Profesional 14.° título de Primera División Clasificado a Copa Libertadores 2019 (Bolivia 1) |

## Torneo Clausura 2018
El Torneo Clausura 2018 es el que concluyó la Temporada 2018 de la División Profesional. Se disputó bajo el sistema de todos contra todos.

### Tabla de posiciones
- Actualizado el 19 de diciembre de 2018.

| Pos. | Equipo            | PJ | PG | PE | PP | GF | GC | DG  | Pts. | Clasificado a                      |
| ---- | ----------------- | -- | -- | -- | -- | -- | -- | --- | ---- | ---------------------------------- |
| 1    | San José          | 26 | 17 | 2  | 7  | 71 | 38 | 33  | 53   | Copa Libertadores 2019 (Bolivia 2) |
| 2    | The Strongest     | 26 | 16 | 2  | 8  | 65 | 29 | 36  | 50   | Copa Libertadores 2019 (Bolivia 3) |
| 3    | Royal Pari        | 26 | 15 | 5  | 6  | 52 | 34 | 18  | 50   | Copa Sudamericana 2019 (Bolivia 1) |
| 4    | Bolívar           | 26 | 15 | 2  | 9  | 72 | 45 | 27  | 47   |                                    |
| 5    | Wilstermann       | 26 | 13 | 5  | 8  | 42 | 30 | 12  | 44   |                                    |
| 6    | Sport Boys        | 26 | 12 | 5  | 9  | 44 | 47 | –3  | 41   |                                    |
| 7    | Nacional Potosí   | 26 | 11 | 5  | 10 | 43 | 40 | 3   | 38   |                                    |
| 8    | Oriente Petrolero | 26 | 11 | 5  | 10 | 27 | 32 | –5  | 38   |                                    |
| 9    | Blooming          | 26 | 10 | 6  | 10 | 41 | 43 | -2  | 36   |                                    |
| 10   | Guabirá           | 26 | 9  | 3  | 14 | 37 | 48 | –11 | 30   |                                    |
| 11   | Aurora            | 26 | 8  | 3  | 15 | 25 | 40 | –15 | 27   |                                    |
| 12   | Universitario     | 26 | 6  | 5  | 15 | 18 | 50 | –32 | 23   |                                    |
| 13   | Real Potosí       | 26 | 6  | 4  | 16 | 30 | 68 | –38 | 22   |                                    |
| 14   | Destroyers        | 26 | 4  | 6  | 16 | 22 | 45 | –23 | 18   |                                    |

Campeón Clausura
| |
| San José 1.° título de División Profesional 4.° título de Primera División Clasificado a Copa Libertadores 2019 (Bolivia 2) |

## Tabla Acumulada
La tabla general acumulada fue la sumatoria de puntos de la Fase de grupos del Torneo Apertura y del Torneo Clausura. Fue usada para definir los descensos, además de los premios vacantes a la Copa Libertadores 2019 y a la Copa Sudamericana 2019.
| Pos. | Equipo            | PJ | PG | PE | PP | GF  | GC  | DG  | Pts. | Clasificado a                          |
| ---- | ----------------- | -- | -- | -- | -- | --- | --- | --- | ---- | -------------------------------------- |
| 1    | San José          | 40 | 26 | 6  | 8  | 99  | 49  | 50  | 84   | Copa Libertadores 2019 (Bolivia 2)     |
| 2    | Wilstermann       | 40 | 23 | 7  | 10 | 85  | 42  | 43  | 76   | Copa Libertadores 2019 (Bolivia 1)     |
| 3    | The Strongest     | 40 | 23 | 3  | 14 | 87  | 45  | 42  | 72   | Copa Libertadores 2019 (Bolivia 3)     |
| 4    | Bolívar           | 40 | 22 | 6  | 12 | 102 | 61  | 41  | 72   | Copa Libertadores 2019 (Bolivia 4)     |
| 5    | Royal Pari        | 40 | 18 | 10 | 12 | 65  | 53  | 12  | 64   | Conmebol Sudamericana 2019 (Bolivia 1) |
| 6    | Oriente Petrolero | 40 | 16 | 10 | 14 | 53  | 53  | 0   | 58   | Conmebol Sudamericana 2019 (Bolivia 2) |
| 7    | Nacional Potosí   | 40 | 16 | 8  | 16 | 64  | 64  | 0   | 56   | Conmebol Sudamericana 2019 (Bolivia 3) |
| 8    | Sport Boys        | 40 | 15 | 10 | 15 | 58  | 69  | -11 | 55   |                                        |
| 9    | Blooming          | 40 | 17 | 8  | 15 | 59  | 62  | -3  | 53   |                                        |
| 10   | Guabirá           | 40 | 11 | 8  | 21 | 60  | 76  | -16 | 41   | Conmebol Sudamericana 2019 (Bolivia 4) |
| 11   | Aurora            | 40 | 11 | 8  | 21 | 39  | 61  | -22 | 41   |                                        |
| 12   | Real Potosí       | 40 | 11 | 5  | 24 | 53  | 115 | -62 | 35   |                                        |
| 13   | Destroyers        | 40 | 7  | 13 | 20 | 44  | 73  | -29 | 34   | En zona de descenso indirecto          |
| 14   | Universitario     | 40 | 8  | 10 | 22 | 36  | 79  | -43 | 31   | Descenso a la Copa Simón Bolívar       |

Notas:
1. 1 2 3  Se les descontaron 3 puntos según fallos del TRD.[1]
2. 1 2  Se le descontaron 3 puntos por caso FIFA 161053 y otros 3 puntos por caso FIFA 170266.

Fecha de actualización: 21 de diciembre de 2018

### Premios vacantes
- Si un club mejora su premio en el Clausura 2018, el premio obtenido por este club en el Apertura 2018 queda vacante y se asigna al mejor posicionado que no tenga premio de la tabla acumulada.
- Si un club desciende de categoría y tuviese premio, este premio queda vacante y se asigna al mejor posicionado que no tenga premio de la tabla acumulada.
- Si un club es campeón del Apertura 2018 y Clausura 2018, el premio de Copa Libertadores Bolivia 2 pasa al equipo que se encuentre en segundo lugar del torneo Clausura 2018.

## Partidos de ascenso y descenso indirecto
Destroyers que fue penúltimo equipo de la tabla acumulada, se enfrentó contra el subcampeón de la Copa Simón Bolívar que fue Avilés Industrial FC.

### Destroyers vs. Avilés Industrial FC
| 23 de diciembre de 2018, 15:30 (UTC-4) | Avilés Industrial FC | 1:2 (1:2) | Destroyers                                   | Estadio IV Centenario, Tarija |                         |
|                                        | Magno Costa 13'      | Reporte   | 36' Lorgio Álvarez · 45+2' Jefferson Tavares | Árbitro(s): Luis Irusta       | Árbitro(s): Luis Irusta |

| 26 de diciembre de 2018, 20:30 (UTC-4) | Destroyers                                          | 2:0 (0:0) | Avilés Industrial FC | Estadio Ramón Tahuichi Aguilera, Santa Cruz de la Sierra |                                                        |
|                                        | Daniel Saravia 64' (pen.) · Jefferson Tavares 90+2' | Reporte   |                      | Asistencia: 3.600 espectadores Árbitro(s): Raúl Orosco   | Asistencia: 3.600 espectadores Árbitro(s): Raúl Orosco |

### Clasificación Final
|                                                        |                                          |
| Destroyers Permanece en División Profesional de Fútbol | Avilés Industrial FC Permanece en la ATF |

## Clasificación a torneos internacionales
Aquí se muestran los clubes clasificados a los torneos organizados por la Conmebol en 2019.

### Copa Conmebol Libertadores 2019
| Copa Conmebol Libertadores 2019 |

| Equipo            | Clasificado como | Motivo                           |
| ----------------- | ---------------- | -------------------------------- |
| Jorge Wilstermann | Bolivia 1        | Campeón del Torneo Apertura      |
| San José          | Bolivia 2        | Campeón del Torneo Clausura      |
| The Strongest     | Bolivia 3        | Subcampeón del Torneo Clausura   |
| Bolívar           | Bolivia 4        | 4.º puesto de la Tabla Acumulada |

### Copa Conmebol Sudamericana 2019
| Copa Conmebol Sudamericana 2019 |

| Equipo            | Clasificado como | Motivo                                           |
| ----------------- | ---------------- | ------------------------------------------------ |
| Royal Pari        | Bolivia 1        | 3.º lugar del Torneo Clausura                    |
| Oriente Petrolero | Bolivia 2        | 2.º mejor lugar sin premio                       |
| Nacional Potosí   | Bolivia 3        | 3.º mejor lugar sin premio                       |
| Guabirá           | Bolivia 4        | Ganador Liguilla de perdedores (Torneo Apertura) |

## Estadísticas

### Goleadores

#### Torneo Apertura
| 1.                                         | Carlos Saucedo        | San José          | 8 | 18 |
| 2.                                         | Gilbert Álvarez       | Wilstermann       | 1 | 16 |
| 3.                                         | José Alfredo Castillo | Guabirá           | 4 | 12 |
| 4.                                         | Jefferson Tavares     | Destroyers        | 1 | 9  |
| 5.                                         | José Alí Meza         | Oriente Petrolero | 3 | 8  |
| 6.                                         | Juanmi Callejón       | Bolívar           | 0 | 7  |
| 7.                                         | Marcos Riquelme       | Bolívar           | 0 | 7  |
| 8.                                         | Harold Reina          | Nacional Potosí   | 0 | 7  |
| 9.                                         | Rodrigo Ramallo       | San José          | 0 | 7  |
| 10.                                        | Ricardo Pedriel       | Wilstermann       | 0 | 7  |
| Última actualización: 30 de julio de 2018. |                       |                   |   |    |

Fuente: Datafactory

## Entrenadores

### Torneo Apertura
| Listado de entrenadores | Listado de entrenadores | Listado de entrenadores                               |
| Equipo                  | Fechas                  | Entrenador                                            |
| ----------------------- | ----------------------- | ----------------------------------------------------- |
| Aurora                  | 1.ª a 12.ª              | Miguel Ángel Zahzú                                    |
| Aurora                  | 13.ª y 14.ª             | Román Arriarán (interino)                             |
| Blooming                | 1.ª a 6.ª               | Jeaustin Campos                                       |
| Blooming                | 7.ª a 9.ª y 14.ª        | Roly Paniagua (interino)                              |
| Blooming                | 10.ª a 13.ª             | Erwin Sánchez                                         |
| Bolívar                 | Todas                   | Vinicius Eutrópio                                     |
| Destroyers              | Todas                   | José Peña                                             |
| Guabirá                 | Todas                   | Víctor Hugo Antelo                                    |
| Nacional Potosí         | 1.ª a 3.ª               | Ángel Pérez García                                    |
| Nacional Potosí         | 4.ª a 14.ª              | Edgardo Malvestiti                                    |
| Oriente Petrolero       | Todas                   | Néstor Clausen                                        |
| Real Potosí             | Todas                   | Milton Maygua                                         |
| Royal Pari              | 1.ª a 10.ª              | David de la Torre                                     |
| Royal Pari              | 11.ª a 12.ª             | Miguel Abrigo (interino) Claudio Rodríguez (interino) |
| Royal Pari              | 13.ª y 14.ª             | Roberto Mosquera                                      |
| San José                | Todas                   | Eduardo Villegas                                      |
| Sport Boys              | 1.ª a 5.ª               | Marcos Ferrufino                                      |
| Sport Boys              | 6.ª a 14.ª              | César Vigevani                                        |
| The Strongest           | 7.ª a 9.ª y 14.ª        | Carlos Ischia                                         |
| The Strongest           | 10.ª a 14.ª             | César Farías                                          |
| Universitario           | Todas                   | Óscar Sanz                                            |
| Wilstermann             | Todas                   | Álvaro Peña                                           |

### Receso Apertura - Clausura
| Recesos           | Recesos             | Recesos            |
| Equipo            | Entrenador Saliente | Entrenador Sucesor |
| ----------------- | ------------------- | ------------------ |
| Oriente Petrolero | Néstor Clausen      | Juan Manuel Llop   |
| Bolívar           | Vinicius Eutrópio   | Alfredo Arias      |
| Aurora            | Román Arriarán      | Roberto Pérez      |
| Universitario     | Óscar Sanz          | Carlos Fabián Leeb |
| Real Potosí       | Milton Maygua       | Walter Botto       |

### Torneo Clausura
| Listado de entrenadores | Listado de entrenadores | Listado de entrenadores |
| Equipo                  | Fechas                  | Entrenador              |
| ----------------------- | ----------------------- | ----------------------- |
| Aurora                  | 1.ª a 5.ª               | Roberto Pérez           |
| Aurora                  | 6.ª a 26.ª              | Marcos Ferrufino        |
| Blooming                | Todas                   | Erwin Sánchez           |
| Bolívar                 | Todas                   | Alfredo Arias           |
| Destroyers              | 1.ª a 7.ª               | José Peña               |
| Destroyers              | 8.ª a 12.ª              | Cleibson Ferreira       |
| Destroyers              | 13.ª a 26.ª             | Óscar Ramírez           |
| Guabirá                 | Todas                   | Víctor Hugo Antelo      |
| Nacional Potosí         | 1.ª a 13.ª              | Edgardo Malvestiti      |
| Nacional Potosí         | 14.ª a 26.ª             | Alberto Illanes         |
| Oriente Petrolero       | 1.ª a 14.ª              | Juan Manuel Llop        |
| Oriente Petrolero       | 15.ª a 26.ª             | Ronald Arana            |
| Real Potosí             | 1.ª a 5.ª               | Walter Botto            |
| Real Potosí             | 6.ª a 26.ª              | Sergio Apaza            |
| Royal Pari              | Todas                   | Roberto Mosquera        |
| San José                | Todas                   | Eduardo Villegas        |
| Sport Boys              | Todas                   | César Vigevani          |
| The Strongest           | Todas                   | César Farías            |
| Universitario           | 1.ª a 10.ª              | Carlos Fabián Leeb      |
| Universitario           | 11.ª a 26.ª             | Adrián Romero           |
| Wilstermann             | Todas                   | Álvaro Peña             |